# DAG-Fernsehpreis
Der DAG-Fernsehpreis war ein Fernsehpreis, der von der Deutschen Angestellten-Gewerkschaft (DAG) von 1965 bis 2001 verliehen wurde. Nach der Verschmelzung der DAG und anderen Gewerkschaften zur Vereinten Dienstleistungsgewerkschaft (ver.di) wurde von 2002 bis 2012 der ver.di-Fernsehpreis verliehen.
Von 2014 bis 2018 verlieh die ver.di im Rahmen des Deutschen Schauspielpreises gemeinsam mit dem Bundesverband Schauspiel (BFFS) den Preis "Starker Einsatz". Seit 2019 vergeben ver.di und BFFS den Deutschen Fairnesspreis.
Der DAG-Fernsehpreis wurde an die Drehbuchautoren vergeben, nicht wie sonst üblich an die Regisseure oder Produzenten.

## Preisträger

### DAG-Fernsehpreis
- 1965: In der Sache J. Robert Oppenheimer (Gold), Der Prozeß Carl von O. (Silber)
- 1966: Ein Tag (Gold), Der Fall Harry Domela (Silber)
- 1967: Der Beginn (Gold), Preis der Freiheit (Silber)
- 1968: Dieser Mann und Deutschland (Gold), Heydrich in Prag (Silber), Das ausgefüllte Leben des Alexander Dubronski (ehrende Anerkennung)
- 1969: Novemberverbrecher (Gold), Der Senator (Silber), Feldwebel Schmid (ehrende Anerkennung)
- 1970: Der Attentäter (Gold), Die Kuba-Krise 1962 (Silber)
- 1971: Eine große Familie (Gold), Gedenktag (Silber)
- 1972: Der Fall Eleni Voulgari (Gold), Der Hitler/Ludendorff-Prozeß (Silber)
- 1973: Tod im Studio (Gold), Gewissensentscheidung (Silber), Nicht Lob – noch Furcht. Graf Galen, Bischof von Münster (ehrende Anerkennung)
- 1974: Die geheimen Papiere des Pentagon (Gold), Smog (Silber), Eigentlich hatte ich Angst... - Die Geschichte eines ungewöhnlichen Helden (Silber)
- 1975: Eintausend Milliarden (Silber)
- 1976: Hilde Breitner (Gold), Der tödliche Schlag (Silber), Unter Denkmalschutz (ehrende Anerkennung)
- 1977: Der Opportunist (Gold)
- 1978: Das Verhör des Ernst Niekisch (Gold), Das Rentenspiel (Silber), Der Tod des Camilo Torres, oder: Die Wirklichkeit hält viel aus (ehrende Anerkennung)
- 1979: Der Friede von Locarno (Gold), Probezeit (Silber)
- 1980: Die Abfahrer (Gold)
- 1981: Gegendarstellung (Gold), Kaiserhofstraße 12 (Silber)
- 1982: Die Grenze (Gold), Jeans (Silber), Der Tisch (ehrende Anerkennung)
- 1983: Hambacher Frühling (Gold), Die Mutprobe (Silber)
- 1984: Die große Kapitulation (Gold), Das Protokoll (Silber)
- 1985: Die Friedenmacher (Gold), Ein Kriegsende (Silber), Die Wannseekonferenz (ehrende Anerkennung)
- 1986: Sie rüsten zur Reise ins Dritte Reich (Gold), Im Schatten von Gestern (Silber)
- 1987: Die Frau des Reporters (Gold), Der X-Bericht (Silber)
- 1988: Friedenspolka (Gold), Schlange, Herz und Pantherkopf (Silber)
- 1989: Bei Thea (Gold), Geheime Reichssache (Silber), Einstweilen wird es Mittag (ehrende Anerkennung)
- 1990: Recht, nicht Rache (Gold), ...trotzdem! (Silber), Schulz & Schulz (Silber)
- 1991: Wer zu spät kommt – Das Politbüro erlebt die deutsche Revolution (Gold), Moffengriet – Liebe tut, was sie will (Silber), Das Plakat (ehrende Anerkennung)
- 1992: Unser Haus (Gold), Elsa (Silber), Marx & Coca Cola (Silber)
- 1993: Hamburger Gift (Gold), Abgetrieben (Silber), Gerichtstag (Silber)
- 1994: Wehner – die unerzählte Geschichte (Gold), Das Heimweh des Walerjan Wróbel (Silber), Grüß Gott, Genosse (ehrende Anerkennung)
- 1995: Das andere Leben des Herrn Kreins (Gold), Das gläserne Haus (Silber), Ich zahle nie (ehrende Anerkennung)
- 1996: Drei Tage im April (Gold), Nikolaikirche (Silber)
- 1997: Neben der Zeit (Silber)
- 1998: Todesspiel (Gold), Angeschlagen (Silber), 2 1/2 Minuten (Silber)
- 1999: Porträt eines Richters (Gold), Abgehauen (Silber), Gegen Ende der Nacht (ehrende Anerkennung)
- 2000: Rosenzweigs Freiheit (Gold), Klemperer – Ein Leben in Deutschland (Silber)
- 2001: Bonhoeffer – Die letzte Stufe (Gold), Der gerechte Richter (Silber)

### ver.di-Fernsehpreis
- 2002
  - Barbara Albert (Regie) für Nordrand
  - Ruth Toma (Drehbuch) für Romeo
- 2003
  - Achim von Borries (Regie) für England!
  - Fred Breinersdorfer (Drehbuch) für Die Hoffnung stirbt zuletzt
- 2004
  - René Heisig (Regie) für Geht nicht gibt’s nicht
  - Holger Karsten Schmidt (Drehbuch) für Zwei Tage Hoffnung
- 2005
  - Sabine Derflinger (Regie) für Kleine Schwester
  - Yüksel Yavuz (Drehbuch) für Kleine Freiheit
- 2006
  - Damir Lukačević (Regie) für Heimkehr
  - Holger Karsten Schmidt (Drehbuch) für In Sachen Kaminski
- 2007
  - Mirko Borscht (Regie) für Kombat Sechzehn
  - Max Eipp (Drehbuch) für Wut
- 2008
  - Adolf Winkelmann (Regie) für Contergan
  - Werner Thal (Drehbuch) für Das Leuchten der Sterne
- 2009
  - Hermine Huntgeburth (Regie) für Teufelsbraten
  - Eva und Volker A. Zahn (Drehbuch) für Ihr könnt euch niemals sicher sein
- 2010
  - Connie Walther (Regie) für Frau Böhm sagt Nein
  - Stephan Falk und Lars Montag (Drehbuch) für Tatort: Kassensturz
  - Ehrende Anerkennung für Über den Tod hinaus
- 2011
  - Aelrun Goette (Regie) für Keine Angst
  - Robert Thalheim (Drehbuch) für Am Ende kommen Touristen
- 2012
  - Burhan Qurbani (Regie) für Shahada
  - Max Zeitler und Boris Dennulat (Drehbuch) für Wer rettet Dina Foxx?